# Archidiocèse d'Uppsala
L'archidiocèse d'Uppsala ou d'Upsal est le seul archidiocèse de l'Église luthérienne de Suède. Son siège se situe à la Cathédrale d'Uppsala.
Son territoire s'étend sur les comtés d'Uppsala et de Gävleborg, ainsi qu'une partie de ceux de Stockholm et de Västmanland.
Avant la réforme, il est érigé en archidiocèse chrétien en 1164 afin d'avoir autorité sur les diocèses de Sigtuna (en), Skara, Linköping, Strängnäs, Växjö et Västerås. Le nom d'Uppsala est préservé par symbolisme en écho au site païen de Gamla Uppsala.